# سيريل درير
سيريل درير (بالفرنسية: Cyril Dreyer)‏ هو لاعب كرة قدم فرنسي، ولد في 19 مارس 1994 في ستراسبورغ في فرنسا. لعب مع إي أس نانسي وسبورتينغ خيخون ب.

## وصلات خارجية
- سيريل درير على موقع قاعدة بيانات كرة القدم.إي يو (الإنجليزية)
- سيريل درير على موقع Soccerway.com (الإنجليزية)